# Podział administracyjny stanu Alaska

Podział administracyjny stanu Alaska.

Amerykański stan Alaska dzieli się dla celów administracyjnych na 19 okręgów (ang. borough) oraz tzw. okręg niezorganizowany (unorganized borough).
Okręg niezorganizowany, utworzony w 1961 roku, obejmuje tereny przede wszystkim słabo zaludnione a jego podział na mniejsze jednostki tzw. obszar spisu powszechnego (census area) został wprowadzony przez United States Census Bureau w 1970 roku w celu łatwiejszego prowadzenia badań statystycznych.
Dodatkowo siedmiu okręgom nadano status skonsolidowanych miast-okręgów (consolidated city-borough), czyli miasta i okręgi zostały połączone w jeden system jurysdykcyjny.
W celu identyfikacji okręgów United States Census Bureau wykorzystuje kod Federal Information Processing Standard (w skrócie FIPS). Dla stanu Alaska wszystkie kody zaczynają się od liczb 02, kolejne oznaczają już konkretny okręg.

## Lista okręgów
| Okręg                  | kod FIPS | Siedziba okręgu             | Data założenia | Populacja | Powierzchnia (km²) | Mapa |
| ---------------------- | -------- | --------------------------- | -------------- | --------- | ------------------ | ---- |
| Aleutians East         | 013      | Sand Point                  | 1987           | 3398      | 18 094             |      |
| Anchorage              | 020      | Skonsolidowane miasto–okręg | 1975           | 287 145   | 4421               |      |
| Bristol Bay            | 060      | Naknek                      | 1962           | 865       | 1248               |      |
| Denali                 | 068      | Healy                       | 1990           | 1585      | 32 740             |      |
| Fairbanks North Star   | 090      | Fairbanks                   | 1964           | 95 356    | 18 997             |      |
| Haines                 | 100      | Skonsolidowane miasto–okręg | 1968           | 2056      | 6070               |      |
| Juneau                 | 110      | Skonsolidowane miasto–okręg | 1970           | 31 685    | 7004               |      |
| Kenai Peninsula        | 122      | Soldotna                    | 1964           | 60 690    | 41 485             |      |
| Ketchikan Gateway      | 130      | Ketchikan                   | 1963           | 13 741    | 12 580             |      |
| Kodiak Island          | 150      | Kodiak                      | 1963           | 12 720    | 17 326             |      |
| Lake and Peninsula     | 164      | King Salmon                 | 1989           | 1381      | 61 724             |      |
| Matanuska-Susitna      | 170      | Palmer                      | 1964           | 113 325   | 63 992             |      |
| North Slope            | 185      | Utqiaġvik                   | 1972           | 10 805    | 230 052            |      |
| Northwest Arctic       | 188      | Kotzebue                    | 1986           | 7423      | 92 367             |      |
| Petersburg             | 195      | Petersburg                  | 2013           | 3360      | 7513               |      |
| Sitka                  | 220      | Skonsolidowane miasto–okręg | 1971           | 8382      | 7433               |      |
| Skagway                | 230      | Skonsolidowane miasto–okręg | 2007           | 1081      | 1124               |      |
| Wrangell               | 020      | Skonsolidowane miasto–okręg | 2008           | 2070      | 6620               |      |
| Yakutat                | 282      | Skonsolidowane miasto–okręg | 1992           | 700       | 19 749             |      |
| Okręg niezorganizowany | –        | –                           | 1961           | 75 815    | 828 413            |      |

### Lista obszarów spisu powszechnego na terenie okręgu niezorganizowanego
| Obszar spisowy          | kod FIPS | Największe miasto | Populacja | Powierzchnia (km²) | Mapa |
| ----------------------- | -------- | ----------------- | --------- | ------------------ | ---- |
| Aleutians West          | 016      | Unalaska          | 5122      | 11 378             |      |
| Bethel                  | 050      | Bethel            | 18 257    | 105 253            |      |
| Chugach                 | 063      | Valdez            | 6874      | 24 683             |      |
| Copper River            | 066      | Glennallen        | 2589      | 63 953             |      |
| Dillingham              | 070      | Dillingham        | 4723      | 47 485             |      |
| Hoonah–Angoon           | 105      | Hoonah            | 2287      | 16 990             |      |
| Kusilvak                | 158      | Hooper Bay        | 8278      | 44 229             |      |
| Nome                    | 180      | Nome              | 9835      | 59 491             |      |
| Prince of Wales – Hyder | 198      | Craig             | 5650      | 13 645             |      |
| Southeast Fairbanks     | 240      | Deltana           | 7021      | 64 315             |      |
| Yukon–Koyukuk           | 290      | Galena            | 5179      | 377 055            |      |